# 조을
조을(祖乙)은 상나라의 14대 군주이다. 태어날 때의 이름은 자등(子滕)이다.
사마천의 사기에 의하면 아버지인 하단갑에 이어 상나라의 13대 군주가 되었다. 기사(己巳)년에 즉위하였고 상(相)을 수도로 삼았으나 즉위 첫 해에 경(耿)으로 옮겼다. 이듬해에 수도를 비(庇)로 옮겼고 6년 후에 궁이 완성되었다. 즉위 3년째에 재상 무현(巫贤), 15년째에 봉신 고어(高圉)와 같은 훌륭한 인물을 임명한 덕분에 상나라는 부강해졌다. 즉위한지 19년 만에 사망하였다. 시호는 조을이고 아들인 조신이 뒤를 이었다.
은허에서 발굴된 갑골문에 따르면 상나라의 12대 군주로 전전(戔錢)의 뒤를 이었고 하을(下乙)이라는 시호를 받았다고 한다.